# Причинная

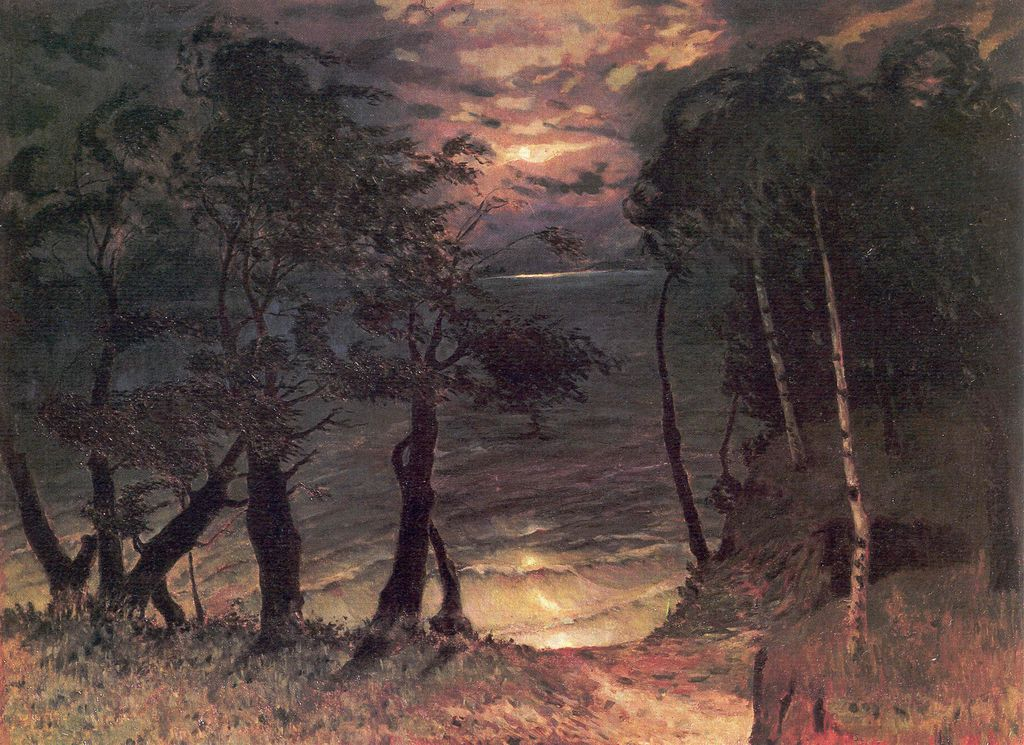
«Ревёт и стонет Днепр широкий», Николай Бурачек, 1941

«Помешанная» (укр. Причинна) — романтическая баллада Тараса Шевченко, написанная предположительно в 1837 году в Петербурге, одно из ранних произведений поэта.
Датируется приблизительно на основании автобиографии Шевченко, где он называет «Причинную» одним из ранних своих произведений, и на допросе в III отделении в деле Кирилло-Мефодиевского братства 21 апреля 1847 года, во время которого поэт отметил, что начал писать стихи в 1837 году, а также на основании уведомления Евгения Гребёнки в письме Григория Квитки-Основьяненко от 18 ноября 1838 года о передаче Шевченко произведений для публикации в альманахе «Ласточка».

## Сюжет
Развитие сюжетной линии начинается с лирического отступления и пейзажей в романтическом духе. Буря на Днепре. Горами поднимаются огромные волны, гнутся от ветра высокие ивы («Ревёт и стонет Днепр широкий, сердито воет ветер злой…»). На берегу, возле рощи, ходит девушка. Ведьма околдовала её, чтобы меньше тосковала по молодому казаку, который ушёл в поход и всё не возвращается. Между тем из воды выныривают русалки — души некрещёных детей. Они и защекотали девушку. А утром в дубраву выезжает вернувшийся из похода казак. У дуба он видит тело девушки и сначала думает, что она заснула, но поняв, что любимая мертва, в отчаянии «рассмеялся, разогнался — и в дуб головой!»
Вскоре к дубу подошли девушки. Увидели там коня и рядом молодую пару — казака с девушкой, хотели их спугнуть, но поняли, что те мертвы, и в страхе убежали.
Казака и девушку, как сирот, похоронили общиной: насыпали у дороги две могилы во ржи, над могилой казака посадили клён и ель, а над могилой девушки — красную калину. На ветвях деревьев поют птицы, а когда восходит луна — из Днепра выходят русалки.

## История написания
Автограф баллады неизвестен. Самый ранний дошедший до нас полный текст — первоначально напечатанный в альманахе «Ласточка».
«Причинная» — одно из ранних произведений Шевченко, написанное ещё до выкупа его из крепостной неволи. В автобиографии поэт отметил, что первые стихи сочинялись им в Петербурге в Летнем саду, и что из многочисленных ранних своих попыток он впоследствии опубликовал только балладу «Причинная»:
«В этом саду он начал делать этюды в стихотворном искусстве; из многочисленных попыток он впоследствии напечатал только одну балладу, «Причинная».
На допросе по делу Кирилло-Мефодиевского братства в III отделении 21 апреля 1847 года Шевченко заявил:
«Стихи я любил с детства и начал писать в 1837 году».
Первым своим произведением поэт на допросе по определённым соображениям назвал не «Причинную», а написанную почти годом позже поэму «Катерина», возможно, как произведение, получившее особый успех у читателей. О том, что в 1837 году Шевченко был уже автором нескольких стихотворений, писал в своих воспоминаниях Иван Панаев:
«Я первый раз увидел Шевченко двадцать четыре года назад тому (в 1837 году), на вечере у Гребенки. В это время дело шло о выкупе поэта. Об этом хлопотали Жуковский и Михаил Юр. Виельгорский. Шевченко было двадцать три года; жизнь кипела в нем, мысль о близкой свободе и надежда на лучшее будущее оживляли его. Он написал тогда уже несколько стихотворений […], но эти стихотворения, кажется, не вошли в его „Кобзарь“. Малороссийские друзья его уже и тогда отзывались об нем с увлечением и говорили, что Шевченко обещает обнаружить гениальный поэтический талант…».
Как свидетельствует запись Аполлона Мокрицкого в дневнике, 31 марта 1837 года он показывал стихотворение Шевченко Карлу Брюллову и Виктору Григоровичу:
«Показал его стихотворение, которым Брюллов был чрезвычайно доволен, и, увидя из оного мысли и чувства молодого человека, решился извлечь его из крепосного состояния».
Из написанных в то же время произведений ныне известно только стихотворение «Скучно мне, тяжело — что мне делать ?…» (укр. «Нудно мені, тяжко — що маю робити?…»).

## История публикации
В конце 1838 года Шевченко передал балладу вместе с несколькими другими произведениями Евгению Гребёнке для публикации в альманахе «Ласточка». Гребёнка в письме Григорию Квитке-Основьяненко от 18 ноября 1838 года писал:
Он дал мне хорошие стихи на сборник.
Некоторые сведения об истории текста «Причинной» содержит описание собирающего рукописи «Ласточки», сделанные П. А. Картавовим, где отмечены некоторые правки Шевченко. По свидетельству П. А. Картавова, Шевченко снял посвящение «В. И. Григоровичу на память, 22 апреля 1838 года», перенеся её далее «Главы И из поэмы „Гайдамаки“»(она включена в альманах несколько позже); вписал строку 76, изначально обозначенная точками; в конце строки 91 дописал слово «тростник»; исправил текст строки 199. Перед фамилией «Шевченко», подписанной под произведением, поэт вставил букву «Т».

## Исправления и переиздания
В конце 1850-х годов из «Ласточки» балладу переписал (с неточностями) И. М. Лазаревский. Просматривая эту рукопись после возвращения из ссылки, Шевченко сделал в ней много исправлений чернилами и карандашом, создав новые варианты строк 3 — 6, 12, 22 — 24, 26, 27, 29 — 31, 35, 41 — 42, 44 — 45, 64, 68, 82, 90, 95, 186—187, 199.
Позже «Причинная» была напечатана в «Кобзаре» за 1860 год, где она издана в соответствии с «Ласточкой» с несколькими незначительными вариантами. Свои поправки, сделанные в тексте баллады в списке И. М. Лазаревского, Шевченко в «Кобзаре» 1860 года не учёл.
Баллада распространялась и в рукописных списках. От публикации в «Ласточке» существуют списки баллады в сборнике произведений Шевченко середины XIX века, «Кобзаре» 1861 год, принадлежавшем И. П. Левченко, сборнике «Сочинения Т. Г. Шевченко» 1862 год, сборнике без даты и т. д.
«Кобзарь» 1860 года является источником списков: в рукописном «Кобзаре» 1866 года; отрывка (строки 1 — 12) в рукописном «Кобзаре» 1863—1867; отрывка (строки 49 — 78) в рукописном сборнике второй половины XIX века; отрывка (строки 1 — 78) в записной книжке П. Н. Волгина со списками произведений Шевченко, 1872 год; отрывка (строки 1 — 12) в тетради Д. Гнипова первой половины 70-х годов XIX века и др.

## Жанровые особенности
«Причинная» отражает мировую романтическую традицию балладного жанра, которая представлена в западноевропейской литературе, в частности, произведениями Иоганна-Вольфганга фон Гёте, Фридриха Шиллера, Адама Мицкевича, в русской — произведениями Василия Жуковского, Александра Пушкина, Михаила Лермонтова, в украинской — произведениями Петра Гулака-Артемовского, Левка Боровиковского, Ивана Вагилевича, Николая Костомарова и других.
Присущая балладе фантастика у Шевченко, как и у других поэтов, опирается на народную мифологию, в частности демонологию. Очевидную связь исследователи видят между «Причинной» и балладой Левка Боровиковского «Молодая» (1828), о чём свидетельствует их тематическая близость (в обоих произведениях переосмысливается народно-песенный сюжет о гибели девушки, которая умирает, не дождавшись возвращения любимого), а также композиционные и сюжетные параллели: обе баллады начинаются с картины природы — описанием бурной ночи и берегов реки, где находится героиня, поданным с помощью типично романтической образности и одним размером — четырёхстопным ямбом, который в следующей композиционной части произведения меняется на 14-слоговой стих.
Отдельными мотивами и образами «Причинная» перекликается с повестью Николая Гоголя «Страшная месть».

## Культурное влияние
Три первые строфы баллады стали популярной украинской народной песней «Реве та стогне Дніпр широкий» (Ревёт и стонет Днепр широкий). Автор музыки к ней — композитор Даниил Крыжановский (1856—1894), сверху над нотами он написал: «Посвящаю Марку Кропивницкому». Впервые текст стихотворения Тараса Шевченко и ноты Даниила Крыжановского были напечатаны вместе в 1886 году.
В 60-х годах XIX века украинский композитор Владислав Заремба написал для песни «Ревёт и стонет Днепр широкий» фортепианную пьесу.
В 1927 году украинский писатель и композитор Хоткевич написал хоровое произведение «Ревёт и стонет Днепр широкий».
В 1939 году украинский драматург Леонид Болобан в соавторстве с Л. Предславичем написал литературную пьесу «Ревёт и стонет Днепр широкий» — о трагической судьбе крестьянской девушки, полюбившей барчука. В пьесе использованы сюжет баллады «Причинная» и отрывки из других произведений Шевченко.
В 30-40-х годах XX века украинский дирижёр и композитор Евгений Форостина написал хоровое произведение «Ревёт и стонет Днепр широкий».
В 1941 году украинский художник Николай Бурачек написал картину «Ревёт и стонет Днепр широкий». Одноимённое полотно в 1945 году создал и его российский коллега Борис Смирнов.
Мелодия песни «Ревёт и стонет Днепр широкий» стала позывным сигналом украинского радио во Второй мировой войне (радио «Днепр», а ныне — Первой программы Национального радио и Всемирной службы «Радио Украина»).
В 1960 году украинский писатель Юрий Смолич написал роман «Ревёт и стонет Днепр широкий» — вторую часть дилогии о событиях гражданской войны на Украине.
В 1963 году украинский художник Иван Аполлонов создал декоративную тарелку «Ревёт и стонет Днепр широкий».
В 1964 году украинский дирижёр и композитор Евгений Козак сделал обработку песни «Ревёт и стонет Днепр широкий» для смешанного, женского и мужского хора.
4 июля 2009 года в селе Стритивка состоялся фестиваль кобзарьского искусства «Казацкая лира». Сто семьдесят шесть кобзарей со всей Украины одновременно исполнили песню «Ревёт и стонет Днепр широкий», что было зафиксировано в Книге рекордов Украины как массовое исполнение кобзарьской песни.

### Видео
- Исполнение песни Иваном Паторжинским в сопровождении хора РККА (1942).
- Исполнение песни вокально-инструментальным ансамблем «Кобза»: НПК «Украина», 8 марта 2006 года.
- Сольное исполнение песни Иваном Козловским.
- Сольное исполнение песни с фортепианным сопровождением.
- Исполнение песни Национальным академичным народным хором имени Верёвки.
- Исполнение песни хором «Gaudeamus» из Львова, дирижёр — Роман Дзундза.
- Исполнение песни Капеллой бандуристов Канады.
- Исполнение песни хором имени Григория Верёвки